# Reprezentacja Arabii Saudyjskiej U-20 w piłce nożnej mężczyzn
Reprezentacja Arabii Saudyjskiej U-20 w piłce nożnej mężczyzn – męska piłkarska reprezentacja Arabii Saudyjskiej do lat 20. Największymi sukcesami reprezentacji jest zdobycie złota na mistrzostwach Azji w 1986, 1992 i 2018 roku.

## Udział w turniejach międzynarodowych

### Mistrzostwa Świata
| Rok   | Runda                   | M                       | W                       | R                       | P                       | GZ                      | GS                      |
| ----- | ----------------------- | ----------------------- | ----------------------- | ----------------------- | ----------------------- | ----------------------- | ----------------------- |
| 1977  | Nie zakwalifikowała się | Nie zakwalifikowała się | Nie zakwalifikowała się | Nie zakwalifikowała się | Nie zakwalifikowała się | Nie zakwalifikowała się | Nie zakwalifikowała się |
| 1979  | Nie zakwalifikowała się | Nie zakwalifikowała się | Nie zakwalifikowała się | Nie zakwalifikowała się | Nie zakwalifikowała się | Nie zakwalifikowała się | Nie zakwalifikowała się |
| 1981  | Nie zakwalifikowała się | Nie zakwalifikowała się | Nie zakwalifikowała się | Nie zakwalifikowała się | Nie zakwalifikowała się | Nie zakwalifikowała się | Nie zakwalifikowała się |
| 1983  | Nie zakwalifikowała się | Nie zakwalifikowała się | Nie zakwalifikowała się | Nie zakwalifikowała się | Nie zakwalifikowała się | Nie zakwalifikowała się | Nie zakwalifikowała się |
| 1985  | Faza grupowa            | 3                       | 1                       | 1                       | 1                       | 1                       | 1                       |
| 1987  | Faza grupowa            | 3                       | 0                       | 0                       | 3                       | 0                       | 6                       |
| 1989  | Faza grupowa            | 3                       | 1                       | 0                       | 2                       | 4                       | 3                       |
| 1991  | Nie zakwalifikowała się | Nie zakwalifikowała się | Nie zakwalifikowała się | Nie zakwalifikowała się | Nie zakwalifikowała się | Nie zakwalifikowała się | Nie zakwalifikowała się |
| 1993  | Faza grupowa            | 3                       | 0                       | 2                       | 1                       | 1                       | 2                       |
| 1995  | Nie zakwalifikowała się | Nie zakwalifikowała się | Nie zakwalifikowała się | Nie zakwalifikowała się | Nie zakwalifikowała się | Nie zakwalifikowała się | Nie zakwalifikowała się |
| 1997  | Nie zakwalifikowała się | Nie zakwalifikowała się | Nie zakwalifikowała się | Nie zakwalifikowała się | Nie zakwalifikowała się | Nie zakwalifikowała się | Nie zakwalifikowała się |
| 1999  | Faza grupowa            | 3                       | 0                       | 1                       | 2                       | 2                       | 6                       |
| 2001  | Nie zakwalifikowała się | Nie zakwalifikowała się | Nie zakwalifikowała się | Nie zakwalifikowała się | Nie zakwalifikowała się | Nie zakwalifikowała się | Nie zakwalifikowała się |
| 2003  | Faza grupowa            | 3                       | 0                       | 2                       | 1                       | 2                       | 3                       |
| 2005  | Nie zakwalifikowała się | Nie zakwalifikowała się | Nie zakwalifikowała się | Nie zakwalifikowała się | Nie zakwalifikowała się | Nie zakwalifikowała się | Nie zakwalifikowała się |
| 2007  | Nie zakwalifikowała się | Nie zakwalifikowała się | Nie zakwalifikowała się | Nie zakwalifikowała się | Nie zakwalifikowała się | Nie zakwalifikowała się | Nie zakwalifikowała się |
| 2009  | Nie zakwalifikowała się | Nie zakwalifikowała się | Nie zakwalifikowała się | Nie zakwalifikowała się | Nie zakwalifikowała się | Nie zakwalifikowała się | Nie zakwalifikowała się |
| 2011  | 1/8 finału              | 4                       | 2                       | 0                       | 2                       | 8                       | 5                       |
| 2013  | Nie zakwalifikowała się | Nie zakwalifikowała się | Nie zakwalifikowała się | Nie zakwalifikowała się | Nie zakwalifikowała się | Nie zakwalifikowała się | Nie zakwalifikowała się |
| 2015  | Nie zakwalifikowała się | Nie zakwalifikowała się | Nie zakwalifikowała się | Nie zakwalifikowała się | Nie zakwalifikowała się | Nie zakwalifikowała się | Nie zakwalifikowała się |
| 2017  | 1/8 finału              | 4                       | 1                       | 1                       | 2                       | 3                       | 5                       |
| 2019  | Faza grupowa            | 3                       | 0                       | 0                       | 3                       | 4                       | 8                       |
| 2023  | Nie zakwalifikowała się | Nie zakwalifikowała się | Nie zakwalifikowała się | Nie zakwalifikowała się | Nie zakwalifikowała się | Nie zakwalifikowała się | Nie zakwalifikowała się |
| Razem | Turniejów finał.        | 29                      | 5                       | 7                       | 17                      | 25                      | 39                      |

### Mistrzostwa Azji
| Rok   | Runda                   | M                       | W                       | R                       | P                       | GZ                      | GS                      |
| ----- | ----------------------- | ----------------------- | ----------------------- | ----------------------- | ----------------------- | ----------------------- | ----------------------- |
| 1959  | Nie brała udziału       | Nie brała udziału       | Nie brała udziału       | Nie brała udziału       | Nie brała udziału       | Nie brała udziału       | Nie brała udziału       |
| 1960  | Nie brała udziału       | Nie brała udziału       | Nie brała udziału       | Nie brała udziału       | Nie brała udziału       | Nie brała udziału       | Nie brała udziału       |
| 1961  | Nie brała udziału       | Nie brała udziału       | Nie brała udziału       | Nie brała udziału       | Nie brała udziału       | Nie brała udziału       | Nie brała udziału       |
| 1962  | Nie brała udziału       | Nie brała udziału       | Nie brała udziału       | Nie brała udziału       | Nie brała udziału       | Nie brała udziału       | Nie brała udziału       |
| 1963  | Nie brała udziału       | Nie brała udziału       | Nie brała udziału       | Nie brała udziału       | Nie brała udziału       | Nie brała udziału       | Nie brała udziału       |
| 1964  | Nie brała udziału       | Nie brała udziału       | Nie brała udziału       | Nie brała udziału       | Nie brała udziału       | Nie brała udziału       | Nie brała udziału       |
| 1965  | Nie brała udziału       | Nie brała udziału       | Nie brała udziału       | Nie brała udziału       | Nie brała udziału       | Nie brała udziału       | Nie brała udziału       |
| 1966  | Nie brała udziału       | Nie brała udziału       | Nie brała udziału       | Nie brała udziału       | Nie brała udziału       | Nie brała udziału       | Nie brała udziału       |
| 1967  | Nie brała udziału       | Nie brała udziału       | Nie brała udziału       | Nie brała udziału       | Nie brała udziału       | Nie brała udziału       | Nie brała udziału       |
| 1968  | Nie brała udziału       | Nie brała udziału       | Nie brała udziału       | Nie brała udziału       | Nie brała udziału       | Nie brała udziału       | Nie brała udziału       |
| 1969  | Nie brała udziału       | Nie brała udziału       | Nie brała udziału       | Nie brała udziału       | Nie brała udziału       | Nie brała udziału       | Nie brała udziału       |
| 1970  | Nie brała udziału       | Nie brała udziału       | Nie brała udziału       | Nie brała udziału       | Nie brała udziału       | Nie brała udziału       | Nie brała udziału       |
| 1971  | Nie brała udziału       | Nie brała udziału       | Nie brała udziału       | Nie brała udziału       | Nie brała udziału       | Nie brała udziału       | Nie brała udziału       |
| 1972  | Nie brała udziału       | Nie brała udziału       | Nie brała udziału       | Nie brała udziału       | Nie brała udziału       | Nie brała udziału       | Nie brała udziału       |
| 1973  | IV miejsce              | 6                       | 3                       | 0                       | 3                       | 5                       | 11                      |
| 1974  | Nie brała udziału       | Nie brała udziału       | Nie brała udziału       | Nie brała udziału       | Nie brała udziału       | Nie brała udziału       | Nie brała udziału       |
| 1975  | Nie brała udziału       | Nie brała udziału       | Nie brała udziału       | Nie brała udziału       | Nie brała udziału       | Nie brała udziału       | Nie brała udziału       |
| 1976  | Nie brała udziału       | Nie brała udziału       | Nie brała udziału       | Nie brała udziału       | Nie brała udziału       | Nie brała udziału       | Nie brała udziału       |
| 1977  | Ćwierćfinał             | 4                       | 2                       | 1                       | 1                       | 7                       | 2                       |
| 1978  | Ćwierćfinał             | 5                       | 2                       | 2                       | 1                       | 12                      | 5                       |
| 1980  | Nie brała udziału       | Nie brała udziału       | Nie brała udziału       | Nie brała udziału       | Nie brała udziału       | Nie brała udziału       | Nie brała udziału       |
| 1982  | Nie zakwalifikowała się | Nie zakwalifikowała się | Nie zakwalifikowała się | Nie zakwalifikowała się | Nie zakwalifikowała się | Nie zakwalifikowała się | Nie zakwalifikowała się |
| 1985  | II miejsce              | 3                       | 1                       | 2                       | 0                       | 8                       | 5                       |
| 1986  | I miejsce               | 2                       | 2                       | 0                       | 0                       | 4                       | 0                       |
| 1988  | Nie brała udziału       | Nie brała udziału       | Nie brała udziału       | Nie brała udziału       | Nie brała udziału       | Nie brała udziału       | Nie brała udziału       |
| 1990  | Nie brała udziału       | Nie brała udziału       | Nie brała udziału       | Nie brała udziału       | Nie brała udziału       | Nie brała udziału       | Nie brała udziału       |
| 1992  | I miejsce               | 6                       | 5                       | 0                       | 1                       | 13                      | 3                       |
| 1994  | Nie brała udziału       | Nie brała udziału       | Nie brała udziału       | Nie brała udziału       | Nie brała udziału       | Nie brała udziału       | Nie brała udziału       |
| 1996  | Nie zakwalifikowała się | Nie zakwalifikowała się | Nie zakwalifikowała się | Nie zakwalifikowała się | Nie zakwalifikowała się | Nie zakwalifikowała się | Nie zakwalifikowała się |
| 1998  | III miejsce             | 6                       | 4                       | 1                       | 1                       | 10                      | 6                       |
| 2000  | Nie zakwalifikowała się | Nie zakwalifikowała się | Nie zakwalifikowała się | Nie zakwalifikowała się | Nie zakwalifikowała się | Nie zakwalifikowała się | Nie zakwalifikowała się |
| 2002  | III miejsce             | 6                       | 4                       | 0                       | 2                       | 18                      | 5                       |
| 2004  | Nie zakwalifikowała się | Nie zakwalifikowała się | Nie zakwalifikowała się | Nie zakwalifikowała się | Nie zakwalifikowała się | Nie zakwalifikowała się | Nie zakwalifikowała się |
| 2006  | Ćwierćfinał             | 4                       | 2                       | 1                       | 1                       | 7                       | 4                       |
| 2008  | Ćwierćfinał             | 4                       | 2                       | 1                       | 1                       | 7                       | 4                       |
| 2010  | Półfinalista            | 5                       | 3                       | 0                       | 2                       | 5                       | 6                       |
| 2012  | Faza grupowa            | 3                       | 1                       | 1                       | 1                       | 6                       | 8                       |
| 2014  | Nie zakwalifikowała się | Nie zakwalifikowała się | Nie zakwalifikowała się | Nie zakwalifikowała się | Nie zakwalifikowała się | Nie zakwalifikowała się | Nie zakwalifikowała się |
| 2016  | II miejsce              | 6                       | 4                       | 0                       | 2                       | 16                      | 11                      |
| 2018  | I miejsce               | 6                       | 6                       | 0                       | 0                       | 13                      | 4                       |
| 2023  | Faza grupowa            | 3                       | 1                       | 0                       | 2                       | 2                       | 4                       |
| Razem | Turniejów finał.        | 69                      | 42                      | 9                       | 18                      | 133                     | 78                      |

## Aktualny skład
Aktualny skład drużyny można przeglądać na stronie transfermarkt.pl.

## Mistrzostwa Świata U-20 2019

### Grupa E
Na podstawie:
| Zespół                | Pkt | M | W | R | P | Br+ | Br- | +/- |
| --------------------- | --- | - | - | - | - | --- | --- | --- |
| Francja U-20          | 9   | 3 | 3 | 0 | 0 | 7   | 2   | +5  |
| Mali U-20             | 4   | 3 | 1 | 1 | 1 | 7   | 7   | 0   |
| Panama U-20           | 4   | 3 | 1 | 1 | 1 | 3   | 4   | -1  |
| Arabia Saudyjska U-20 | 0   | 3 | 0 | 0 | 3 | 4   | 8   | -4  |

## Mistrzostwa Azji U-20 2023

### Grupa D
Na podstawie:
| Zespół                | Pkt | M | W | R | P | Br+ | Br- | +/- |
| --------------------- | --- | - | - | - | - | --- | --- | --- |
| Japonia U-20          | 9   | 3 | 3 | 0 | 0 | 7   | 2   | +5  |
| Chiny U-20            | 4   | 3 | 1 | 1 | 1 | 4   | 3   | +1  |
| Arabia Saudyjska U-20 | 3   | 3 | 1 | 0 | 2 | 2   | 4   | -2  |
| Kirgistan U-20        | 1   | 3 | 0 | 1 | 2 | 1   | 5   | -4  |